# Seleendioxide
Seleendioxide of seleen(IV)oxide (SeO2) is een oxide van seleen. De stof komt voor als glanzend witte, hygroscopische kristallen of poeder, die goed oplosbaar is in water. Seleendioxide sublimeert als geel-groene damp met een onaangename prikkelende en zure geur.
Seleendioxide is een van de meest voorkomende seleenverbindingen. Het is een 1-dimensionaal polymeer, waarvan de keten bestaat uit Se-O-bindingen.

## Synthese
Seleendioxide kan op verschillende manieren bereid worden. De meest eenduidige is de oxidatie van zuiver seleen met zuurstofgas:
{\displaystyle {\ce {Se + O2 -> SeO2}}}
Een tweede methode is de oxidatie van seleen met salpeterzuur, waarbij selenigzuur wordt gevormd. Dit wordt daarna gedehydrateerd:
{\displaystyle {\ce {3 Se + 4 HNO3 + H2O -> 3 H2SeO3 + 4 NO}}}
{\displaystyle {\ce {H2SeO3 -> SeO2 + H2O}}}
Reactie van waterstofperoxide met seleen levert eveneens seleendioxide:
{\displaystyle {\ce {Se + H2O2 -> SeO2 + H2}}}

## Toepassingen
Seleendioxide wordt gebruikt als reagens in organische syntheses, voornamelijk bij oxidaties. De oxidatie van paraldehyde met seleendioxide geeft glyoxaal en de oxidatie van cyclohexanon met seleendioxide geeft cyclohexaan-1,2-dion.
De stof speelt ook een rol bij het kleuren van glas: het geeft er namelijk een typisch dieprode kleur aan. Het wordt, in kleine hoeveelheden, ook gebruikt om een blauwe schijn in het glas (veroorzaakt door onzuiverheden van kobalt) weg te werken en het glas kleurloos te maken.

## Toxicologie en veiligheid
Seleendioxide ontleedt bij verhitting, met vorming van giftige dampen. De oplossing in water is een matig sterk zuur (vorming van selenigzuur). Seleendioxide tast vele metalen aan in aanwezigheid van water of vocht.
De stof is corrosief voor de ogen, de huid en de luchtwegen. Inademing van de damp kan longoedeem veroorzaken. De stof kan negatieve effecten hebben op de ogen, met als gevolg een allergie-achtige reactie van de oogleden (roze ogen).
Seleendioxide kan bij langdurige blootstelling effecten hebben op de luchtwegen, het maag-darmstelsel, het centraal zenuwstelsel en de lever, met als gevolg neusirritatie, blijvende lookgeur, maagpijn, zenuwachtigheid en een verstoorde werking van de lever.